# Judith von Schweinfurt

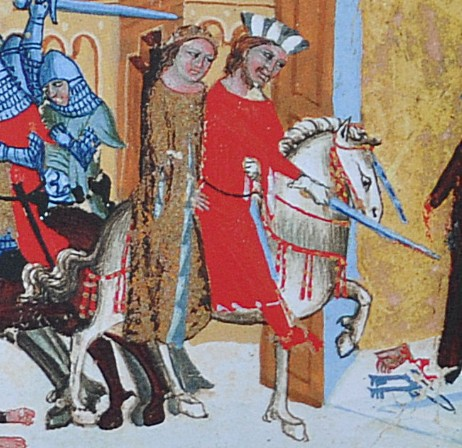
Břetislav entführt Judith. Illustration aus der Dalimil-Chronik, 14. Jahrhundert

Judith von Schweinfurt (auch Guta, tschechisch Jitka ze Schweinfurtu oder auch Jitka ze Svinibrodu; * vor 1003; † 2. August 1058 in Ungarn) war durch Ehe eine Herzogin von Böhmen.

## Biografie
Judith, Tochter des Markgrafen Heinrich aus dem bayerischen Nordgau und der Gerberga von Henneberg, Tochter des Grafen Otto II. von Henneberg, war mit Břetislav I., Herzog von Böhmen verheiratet.
Ihre Jugend verbrachte die nach zeitgenössischen Angaben schöne, anmutige junge Frau im Benediktiner-Familienkloster in Schweinfurt, wo sie auch ihre Erziehung erfuhr. Dort lernte sie Břetislav, Sohn des böhmischen Herzogs Oldřich und seiner aus dem Volke abstammenden Frau Božena, kennen und verliebte sich in ihn.
Břetislav war jedoch klar, dass er, bedingt durch seine Herkunft, keine Möglichkeit hatte, um ihre Hand anzuhalten. Am 7. Juli 1021 wurde Judith von Břetislav zunächst nach Böhmen und später nach Mähren entführt, wo die Deutschen keine dermaßen starke Machtstellung hatten. 1029 heirateten beide in Olmütz und führten, nach den Geschichtsschreibern zu urteilen, eine glückliche Ehe.
Judith und Břetislav hatten fünf Söhne: Spytihněv, Vratislav, Konrad, Jaromír und Otto I. den Schönen (tschechisch Ota I.).
Nach dem Tod ihres Mannes wurde Judith durch ihren Sohn Spytihněv 1055 aus dem Land vertrieben und verbrachte den Rest ihres Lebens in Ungarn. Nach ihrem Tod wurden ihre sterblichen Überreste durch den Herzog Vratislav II. nach Prag überführt und im Veitsdom bestattet.
Einer Legende nach soll sie in Ungarn Peter Orseolo geheiratet haben (dieser starb aber bereits 1046/47).
Judith ist in Schweinfurt bis heute eine populäre, sagenumwobene Persönlichkeit und Repräsentantin des frühmittelalterlichen Schweinfurt.

## Judiths Schuh

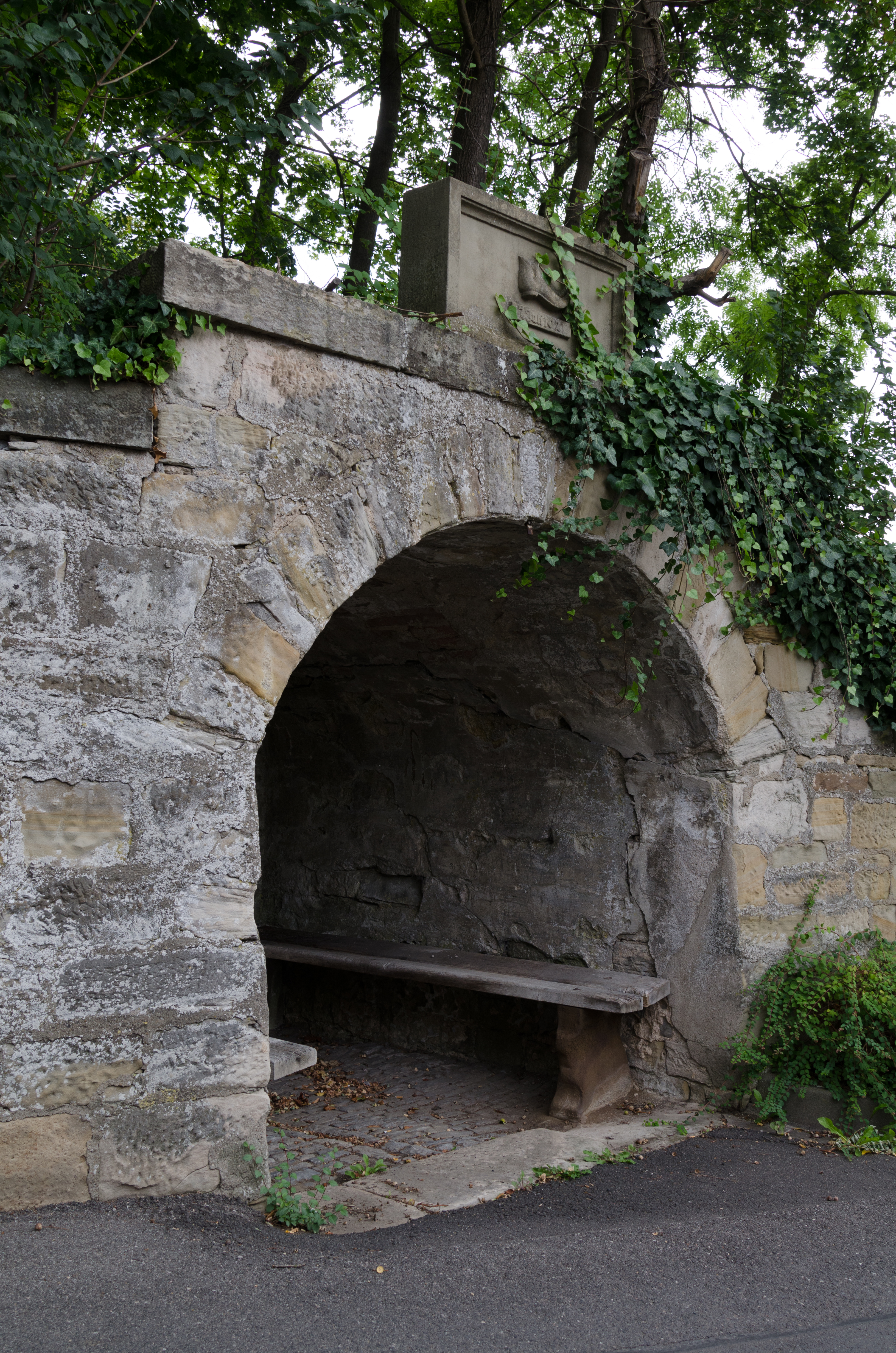
Judiths Schuh an einer Grotte von 1874

Als der verliebte Břetislav Judith vom mittlerweile zum Stammsitz der Familie gewordenen Klosterburg angeblich raubte, soll sie in der Eile an der steilen Straße hinunter zum Main einen roten Schuh verloren haben. Daran erinnert auf halber Höhe an der Straße zur Peterstirn an einer Grotte ein eingemauerter steinerner Schuh. Die Grotte entstand bei der Errichtung der Sattlerschen Bauten. In den 1980er Jahren wurde der Schuh von einem Unbekannten aus dem Denkmal herausgebrochenM, seitdem ersetzt ihn eine Zementkopie.

## Rezeption
- Jan Campanus Vodňanský schrieb über das Ehepaar das Drama „Břetislav und Jitka“